# Hollacher Berg
Der Hollacher Berg ist ein 409 m ü. NHN hoher Berg im Steigerwald. Er liegt in Knetzgau, einem Markt im unterfränkischen Landkreis Haßberge.

## Geographische Lage
Der Berg befindet sich an der Nordabdachung des Steigerwaldes und etwa 1,5 Kilometer südwestlich von Zell am Ebersberg, einem Ortsteil von Knetzgau. Aufgrund seiner Lage ragt er ca. 100 Meter über die flache Ebene heraus. Er ist allerdings nicht so markant wie der knapp 2,5 Kilometer nordwestlich liegende Große Knetzberg. Westlich des Hollacher Berges liegt der mit 447 m ü. NHN deutlich höhere Kleine Knetzberg. Südlich des Berges fließt der Stöckigsbach, ein Zufluss des Mains. Der Berg ist Teil des Waldgebietes Zeller Forst West.

## Naturschutz
Der Naturwald Knetzberge-Böhlgrund erstreckt sich entlang des Hollacher Bergs und zählt zu den größten Waldschutzgebieten in Bayern. Der Berg ist komplett in die Schutzzonen des FFH-Gebiets Buchenwälder und Wiesentäler des Nordsteigerwalds sowie des Vogelschutzgebiets Oberer Steigerwald integriert. Im Rahmen eines Projektes wurden in diesem Gebiet verschiedene gefährdete und streng geschützte Arten nachgewiesen, wie zum Beispiel der Hirschkäfer oder der Scharlachrote Plattkäfer.